# Il testimonio muto
Il testimonio muto (Silent Witness) è un film del 1932 diretto da R.L. Hough e da Marcel Varnel.

## Produzione
Il film fu prodotto dalla Fox Film Corporation.

## Distribuzione
Distribuito dalla Fox Film Corporation, il film uscì nelle sale cinematografiche USA il 7 febbraio 1932.